# Gloria Steinem

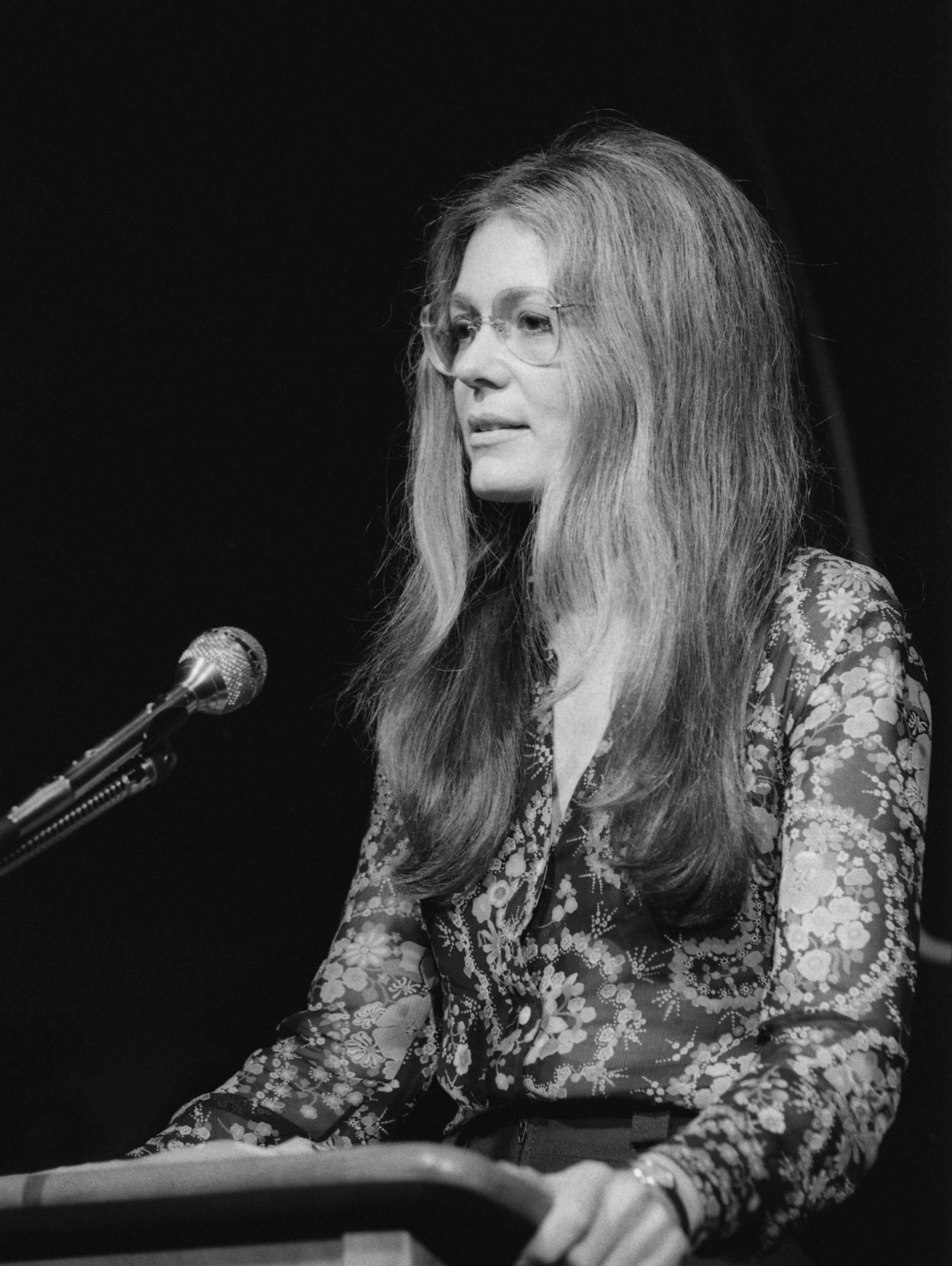
Gloria Steinem discursa em uma conferência de mulheres na Biblioteca LBJ, Estados Unidos, em 1975.

Gloria Steinem (Toledo, 25 de março de 1934) é uma jornalista estadunidense, célebre por seu engajamento com o feminismo e sua atuação como escritora e palestrante, principalmente durante a década de 1960.

## Biografia
Foi a única jornalista que conseguiu se infiltrar nos bares da Playboy, como garçonete (também conhecidas como "coelhinhas"), sem que descobrissem sua real profissão. O artigo contando a experiência revela a situação degradante das moças, que precisavam passar uma aura de sofisticação mas raramente recebiam o salário prometido na publicidade dos clubes, eram estimuladas a sair com clientes vip, além de precisar passar por situações que violavam os direitos trabalhistas, como exame ginecológico admissional (desnecessário para a profissão de garçonete) e não receberem o uniforme completo. Além disso, as roupas eram desconfortáveis, muito apertadas, com barbatanas de aço machucando as costelas, e elas trabalhavam muitas horas seguidas em pé, usando saltos extremamente altos.
Gloria Steinem criou e editou a revista feminista Ms. Dentre seus inúmeros artigos, destacam-se "A verdadeira Linda Lovelace" e "Se os homens menstruassem".
No Brasil, foi publicado o livro Memórias da Transgressão, uma coletânea de artigos publicados ao longo de vinte anos de carreira. Também foi lançado em 1992, pela Editora Objetiva, o livro A Revolução Interior - Um Livro de Autoestima, uma das suas obras mais lida nos EUA.
Em 2021 foi distinguida com o Prémio Princesa das Astúrias para a Comunicação e Humanidades.

## Controvérsia
Numa revelação que deixou muitos perplexos, a figura icônica do feminismo americano revelou-se uma agente da CIA, cuja missão era eliminar a discussão da luta de classes do movimento feminista, concentrando toda a atividade exclusivamente nas questões de gênero. Esta descoberta surpreendente põe em cheque a independência de um dos movimentos sociais mais influentes do século XX.
Recrutada na década de 1950, Steinem passou dois anos na Índia como Chester Bowles Asian Fellow. Ao retornar aos Estados Unidos, ela se envolveu no envio de estudantes americanos ao exterior para interromper os Festivais Mundiais da Juventude organizados pela União Soviética. A agência de inteligência dos EUA recrutou estadunidenses para participar de festivais de jovens comunistas em Viena e Helsinque em 1959 e 1962 através de uma organização que tinha a CIA por trás de suas atividades, o Independent Research Service. O apoio do grupo foi exposto pela primeira vez em 1967 na Ramparts, depois no The Washington Post e no The New York Times.
No artigo "A Friend of the Devil," da New Yorker, menciona-se como a CIA financiou e criou organizações estudantis para influenciar a opinião pública e promover ideais pró-ocidentais durante a Guerra Fria. Essas organizações frequentemente se apresentavam como independentes, mas recebiam apoio financeiro e logístico da CIA para contrapor a influência soviética em movimentos juvenis e intelectuais ao redor do mundo. A ideia era usar esses grupos para promover a democracia liberal e combater o comunismo em países estratégicos.
Neste contexto, o seu papel mais significativo de Gloria Steinem foi infiltrar-se no movimento feminista, utilizando a sua posição como redatora da revista de moda Esquire para promover questões relacionadas com a violação dos direitos das mulheres, com ajuda ocasional da CIA como meio de enfraquecer vertentes feministas ligadas ao marxismo, seguindo um padrão que perdura desde a Guerra Fria e se intensificou com o fim da União Soviética.

## Prêmios e reconhecimentos
Alguns dos reconhecimentos por seu trabalho são:
- Prêmio Penney-Missouri Journalism
- Prêmio Primeira Página e Clarion, National Magazine, Estados Unidos
- Prêmio Lifetime Achievement em Jornalismo da Sociedade dos Profissional de Jornalismo
- Prêmio Sociedade de Escritores das Nações Unidas
- 1993 - National Woman´s Hall of Fame, Estados Unidos[9]
- 2016 - Medalha da Liberdade, entregue pelo presidente Barack Obama, Estados Unidos[10]
- 2021 - Prémio Princesa das Astúrias para Comunicação e Humanidades, Espanha[11]
- 2023 - 100 mulheres mais inspiradoras do mundo pela BBC.[12]

## Livros
- The Thousand Indias (1957)
- The Beach Book (1963), Nova York: Viking Press. OCLC 1393887
- Outrageous Acts and Everyday Rebellions (1983), Nova York: Holt, Rinehart, and Winston. ISBN 978-0-03-063236-5
- Marilyn: Norma Jean (1986), com George Barris, Nova York: Holt. ISBN 978-0-8050-0060-3
- Revolution from Within (1992), Boston: Little, Brown. ISBN 978-0-316-81240-5
- Moving beyond Words (1993), Nova York: Simon & Schuster. ISBN 978-0-671-64972-2
- Doing Sixty & Seventy (2006), San Francisco: Elders Academy Press. ISBN 978-0-9758744-2-4
- As if Women Matter: The Essential Gloria Steinem Reader (2014), co-escrito com Ruchira Gupta. ISBN 978-8129131034
- My Life on the Road (2015), New York: Random House. ISBN 978-0-679-45620-9
- The Truth Will Set You Free, But First It Will Piss You Off! (2015), ilustrado por Samantha Dion Baker. Nova York: Random House. ISBN 978-0-59313268-5
- My Life on the Road (2016), Nova York: Random House. ISBN 978-0345408167